# Koothandahalli, Kolar
Koothandahalli là một làng thuộc tehsil Kolar, huyện Kolar, bang Karnataka, Ấn Độ.